# Banc Agrícol i Comercial d'Andorra
Banc Agrícol i Comercial d'Andorra, conegut com a Banc Agrícol, va ser una entitat bancària d'Andorra fundada l'any 1930.
Manuel Cerqueda i Escaler, el primer director del Banc Agrícol, va anticipar la necessitat de crear una entitat orientada a facilitar les transaccions comercials centrades principalment en l'agricultura i la ramaderia. En aquella època el banc també va gestionar les nòmines dels primers immigrants que van arribar a Andorra per treballar en la construcció dels accessos viaris i en la companyia hidroelèctrica FHASA.
Durant el procés de fusió entre el Banc Agrícol i Banca Reig, que va començar l'any 2001 i va culminar un any més tard, el 10 de maig de 2002 es va aprovar la modificació de la denominació social, fins aleshores "Banc Agrícol i Comercial d'Andorra SA", per la d'"Andorra Banc Agrícol Reig SA". Des de llavors el Banc Agrícol, juntament amb Banca Reig, ha esdevingut "Andbanc Grup Agrícol Reig" que utilitza el nom comercial Andbank.